# Гримсби (Онтарио)
Гримсби (енгл. Grimsby) је градић у Канади у покрајини Онтарио. Према резултатима пописа 2011. у граду је живело 25.325 становника.

## Становништво
Према резултатима пописа становништва из 2011. у граду је живело 25.325 становника, што је за 5,8% више у односу на попис из 2006. када је регистровано 23.937 житеља.
| 2006.  | 2011.  |
| ------ | ------ |
| 23.937 | 25.325 |